# 미쓰이 마사하루
미쓰이 마사하루(일본어: 三井 雅晴, 1954년 9월 16일 ~ )는 일본의 전 프로 야구 선수이다. 아이치현 지타군 다케토요정 출신이며 현역 시절 포지션은 투수였다.

## 인물
한다 상업고등학교 시절에는 고시엔 대회에 출전할 수 없었지만 모리야스 도시아키와 닮은 스리쿼터의 좋은 투수로도 알려져 있다. 1972년 프로 야구 드래프트 2순위로 롯데 오리온스에 입단했다. 당초엔 타격 투수의 보조로서 1군 훈련에 참가했는데 당시 감독이던 가네다 마사이치에게서 그 소질을 인정받고 주력 투수로 발탁됐다. 이후에 팀 동료인 무라타 조지와 우열을 가리기가 어려운 직구를 주무기로 활약했다. 1974년에는 마무리와 선발을 겸하여 6승 4세이브를 기록했고 그 해에 팀의 리그 우승에 기여한 공로로 퍼시픽 리그 신인왕을 차지했다. 같은 해 주니치 드래건스와 맞붙은 일본 시리즈에서는 2차전에 중간 계투로 등판하여 호투, 팀의 일본 시리즈 우승을 이끌었다. 이듬해 1975년에도 10승 4세이브를 올리는 등의 활약을 이어나갔지만 1978년에 팔꿈치 부상을 당했다.
1979년에 미국으로 건너가 프랭크 조브의 진찰을 받고 일본인 투수로서는 처음으로 인대를 복원하는 ‘토미 존 수술’을 받았다. 수술은 성공했지만 재활 훈련에 전념하면서 수술 후 트레이닝을 조급하게 한 바람에 구위를 잃고 침체에서 벗어나지 못한 채 결국 1982년을 끝으로 현역에서 은퇴했다. 미쓰이는 훗날 이 경험을 무라타 조지에게 토로하면서 미쓰이의 충고를 받아들인 무라타는 수술 후 재활 훈련에 전념한 끝에 부활했다.

## 상세 정보

### 출신 학교
- 아이치 현립 한다 상업고등학교

### 선수 경력
- 롯데 오리온스(1973년 ~ 1982년)

### 수상·타이틀 경력
- 신인왕(1974년)
- 퍼시픽 리그 플레이오프 감투상 : 1회(1977년)

### 개인 기록
- 첫 등판 : 1974년 5월 10일, 대 난카이 호크스 전기 7차전(고라쿠엔 구장), 8회초에 2번째 투수로서 구원 등판·마무리, 2이닝 1실점
- 첫 탈삼진 : 1974년 5월 25일, 대 한큐 브레이브스 전기 7차전(한큐 니시노미야 구장), 5회말에 야마다 히사시로부터
- 첫 선발·첫 승리·첫 완투 승리 : 1974년 6월 4일, 대 난카이 호크스 11차전(오사카 구장), 5이닝 1실점(6회초 무사에 강우 콜드 게임)
- 첫 세이브 : 1974년 8월 14일, 대 난카이 호크스 후기 5차전(오사카 구장), 8회말에 2번째 투수로서 구원 등판·마무리, 5이닝 무실점
- 첫 완봉 승리 : 1975년 6월 3일, 대 난카이 호크스 전기 8차전(오사카 구장)

### 등번호
- 36(1973년 ~ 1978년)
- 19(1979년 ~ 1980년)
- 18(1981년 ~ 1982년)

### 연도별 투수 성적
| 연 도      | 소 속      | 등 판 | 선 발 | 완 투 | 완 봉 | 무 4 구 | 승 리 | 패 전 | 세 이 브 | 홀 드 | 승 률 | 타 자 | 이 닝 | 피 안 타 | 피 홈 런 | 볼 넷 | 고 4 | 몸 맞 | 탈 삼 진 | 폭 투 | 보 크 | 실 점 | 자 책 점 | 평 자 책 | W H I P |
| ---------- | ---------- | ----- | ----- | ----- | ----- | ------- | ----- | ----- | -------- | ----- | ----- | ----- | ----- | -------- | -------- | ----- | ---- | ----- | -------- | ----- | ----- | ----- | -------- | -------- | ------- |
| 1974년     | 롯데       | 31    | 7     | 1     | 0     | 0       | 6     | 5     | 4        | --    | .545  | 355   | 85.2  | 69       | 9        | 34    | 3    | 1     | 84       | 2     | 0     | 35    | 31       | 3.24     | 1.20    |
| 1975년     | 롯데       | 36    | 9     | 1     | 1     | 0       | 10    | 8     | 4        | --    | .556  | 526   | 125.2 | 105      | 11       | 52    | 2    | 1     | 99       | 4     | 1     | 58    | 49       | 3.50     | 1.25    |
| 1976년     | 롯데       | 28    | 14    | 9     | 1     | 1       | 6     | 7     | 6        | --    | .462  | 480   | 120.1 | 101      | 9        | 29    | 0    | 1     | 104      | 2     | 0     | 38    | 34       | 2.55     | 1.08    |
| 1977년     | 롯데       | 19    | 3     | 1     | 0     | 0       | 5     | 3     | 5        | --    | .625  | 190   | 50.1  | 34       | 3        | 12    | 0    | 1     | 50       | 1     | 0     | 15    | 13       | 2.34     | 0.91    |
| 1978년     | 롯데       | 12    | 1     | 0     | 0     | 0       | 1     | 3     | 2        | --    | .250  | 127   | 28.0  | 28       | 3        | 15    | 0    | 2     | 28       | 2     | 0     | 23    | 20       | 6.43     | 1.54    |
| 1979년     | 롯데       | 6     | 4     | 0     | 0     | 0       | 1     | 2     | 0        | --    | .333  | 86    | 18.1  | 23       | 4        | 11    | 0    | 0     | 7        | 0     | 0     | 17    | 17       | 8.50     | 1.85    |
| 1981년     | 롯데       | 4     | 0     | 0     | 0     | 0       | 0     | 0     | 1        | --    | ----  | 21    | 5.2   | 4        | 0        | 1     | 0    | 0     | 4        | 0     | 0     | 2     | 2        | 3.00     | 0.88    |
| 1982년     | 롯데       | 4     | 0     | 0     | 0     | 0       | 0     | 0     | 0        | --    | ----  | 34    | 6.0   | 13       | 2        | 0     | 0    | 0     | 6        | 0     | 0     | 8     | 5        | 7.50     | 2.17    |
| 통산 : 8년 | 통산 : 8년 | 140   | 38    | 12    | 2     | 1       | 29    | 28    | 22       | --    | .509  | 1819  | 440.0 | 377      | 41       | 154   | 5    | 6     | 382      | 11    | 1     | 196   | 171      | 3.50     | 1.21    |